# Fedele Fenaroli

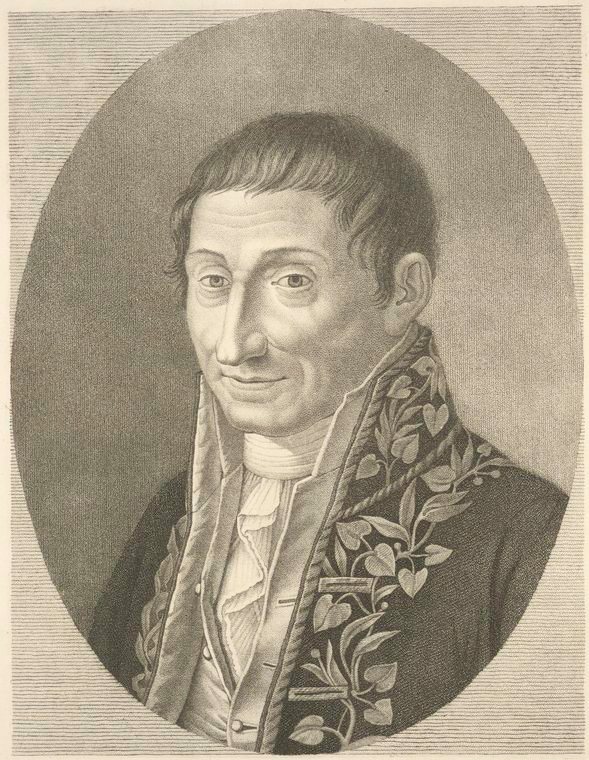
Fedele Fenaroli

Fedele Fenaroli (* 25. April 1730 in Lanciano; † 1. Januar 1818 in Neapel) war ein italienischer Komponist, Musikpädagoge und ein Vertreter der sogenannten Neapolitanischen Schule.

## Leben
Musikalische Grundlagen wurden Fedele Fenaroli von seinem Vater vermittelt, der in Lanciano Kapellmeister an der Kirche Santa Maria del Ponte war. 1744 wurde er am Conservatorio Santa Maria di Loreto in Neapel aufgenommen. Seine wichtigsten Lehrer waren Francesco Durante und Pietro Antonio Gallo, die ihn in Komposition, Kontrapunktlehre, Orgel und Gesang unterrichteten. Sein erstes bekanntes Werk war ein Dixit Dominus von 1751. Ab 1755 wurde Fenaroli Kompositionslehrer am Conservatorio. Seine erste Oper I due sediarii wurde im Frühjahr 1759 in Neapel aufgeführt. Nach dem Tod von Pietro Antonio Gallo übernahm Fenaroli im November 1777 die Leitung des Conservatorio, das 1797 nach einer Umstrukturierung mit dem Conservatorio Sant’Onofrio a Capuana vereinigt wurde. Die 1777 gegründete Nobile Accademia di Musica delle Signore Dame e de Signori Cavalieri bestellte Fenaroli zu ihrem musikalischen Leiter. Nach Antritt von König Joseph Bonaparte löste dieser die Conservatorii auf und gründete als einzige musikalische Ausbildungsstätte Neapels das Real Collegio di Musica. Danach behielt Fenaroli gleichberechtigt neben Giovanni Paisiello und Giacomo Tritto die Leitung der neuen Institution, in der er bis Ende 1817 unterrichtete.
Zu seinen erfolgreichen Schülern zählen Domenico Cimarosa, Nicola Antonio Zingarelli, Silvestro Palma, Francesco Ruggi, Salvatore Fighera, Luigi Mosca, Vincenzo Lavigna, Carlo Coccia, Michele Carafa, Giacomo Cordella, Giuseppe Nicolini, Nicola Manfroce, Pietro Antonio Coppola, Traugott Maximilian Eberwein, Saverio Mercadante, Carlo Conti und Giuseppe Liberali.
Fenaroli komponierte vor allem Kirchenmusik und Werke für Orgel oder Cembalo. Seine Bekanntheit beruht aber vielmehr auf seinem didaktischen Wirken und dem Erfolg einiger seiner Lehrwerke, vor allem seiner Partimenti, die in großen Auflagen über Italien hinaus Verbreitung fanden.
Das Theater in Fenarolis Geburtsort Lanciano ist nach ihm benannt.

## Lehrwerke
- Regole musicali per i principianti di cembalo. Vincenzo Mazzola-Vocola, Neapel 1775. Hrsg. von Emanuele Imbimbo in: Fenaroli. Cours complet d’Harmonie et de Haute Composition. Paris o. J. [1814] (Digitalisat).
- Intavolatura per cembalo (1793)
- Partimenti ossia Basso numerato. Hrsg. von Emanuele Imbimbo in: Fenaroli. Cours complet d’Harmonie et de Haute Composition. Paris o. J. [1814] (Digitalisat).
- Studio del contrappunto (Rom, um 1800)
- Ristretto de Principi Musicali perservire d’introduzione a Partimenti
- Solfeggi per soprano
- Scale e cadenze nelle 3 posizioni